# Костромское наместничество
Костромское наместничество — административно-территориальная единица Российской империи, существовавшая в 1778—1796 годах. Центр — город Кострома.

## История
Наместничество было образовано по указу Екатерины II 4 декабря 1778 года из частей Архангелогородской, Московской и Нижегородской губерний. Делилось на 2 области, которые делились на 15 уездов.
- Костромская область
  - Буйский уезд
  - Галичский уезд
  - Кадыйский уезд
  - Кинешемский уезд
  - Костромской уезд
  - Луховский уезд
  - Нерехтский уезд
  - Плёсский уезд
  - Солигаличский уезд
  - Чухломской уезд
  - Юрьевецкий уезд
- Унженская область
  - Варнавинский уезд
  - Ветлужский уезд
  - Кологривский уезд
  - Макарьевский уезд

По указу Павла I от 12 декабря 1796 года наместничество было преобразовано в Костромскую губернию. При этом внутренние области и 4 уезда (Буйский, Кадыйский, Луховский и Плёсский) были упразднены. Буйский уезд был восстановлен в 1802 году.
В качестве наместнического герба использовался герб Костромы. Например, в издании «Изображение губернских, наместнических, коллежских и всех штатских мундиров» (1794) дано такое описание герба Костромского наместничества: «в голубом поле оснащенная галера с Императорским штандартом».

## Руководители наместничества

### Генерал-губернаторы
- 1778 — Алексей Петрович Мельгунов
- 1780—1782 — Алексей Алексеевич Ступишин, сенатор, генерал-поручик
- 1782—1783 — граф Роман Илларионович Воронцов, сенатор, генерал-аншеф
- 1783—1788 — Иван Петрович Салтыков, генерал-адъютант Её Величества, генерал-аншеф
- 1788−1796 — Иван Александрович Заборовский

### Правители наместничества
- 1778—1781 — Алексей Семёнович Шишкин, генерал-майор
- 1781 — Александр Ильич Алалыкин, бригадир
- 28.06.1781—23.01.1784 — Иван Львович Чернышев, генерал-майор
- 1785—1787 — Алексей Давыдович Голостенов, бригадир
- 1788—1796 — Иван Варфоломеевич Ламб, генерал от инфантерии, впоследствии вице-президент военной коллегии.[3]